# Schizocodon yunnanensis
Schizocodon yunnanensis är en fjällgröneväxtart som beskrevs av Yamazaki. Schizocodon yunnanensis ingår i släktet Schizocodon och familjen fjällgröneväxter. Inga underarter finns listade i Catalogue of Life.